# Scarlett Johanssonová
Scarlett Johanssonová (rodným jménem Scarlett Ingrid Johansson, * 22. listopadu 1984 New York) je americká herečka a zpěvačka. Debutovala ve filmu Všude dobře, doma nejlíp (1994). O dva roky později byla nominována na Independent Spirit Award v kategorii Nejlepší herečky v hlavní roli za svůj výkon ve snímku Manny & Lo. Kladný ohlas kritiky získala také za snímky Zaříkávač koní (1998), Přízračný svět (2001), Dívka s perlou (2003) a Ztraceno v překladu (2003). Za oba poslední byla nominována na Zlatý glóbus, za Ztraceno v překladu získala cenu BAFTA.
Role ve snímcích Píseň lásky samotářky (2004) a Match Point – Hra osudu (2005) jí vynesly nominace na další dva Zlaté glóby. V následujících letech se představila například ve filmech Ostrov (2005), Černá Dahlia (2006), Dokonalý trik (2006), Králova přízeň (2008), Vicky Cristina Barcelona (2008) a Až tak moc tě nežere (2009). Za výkon v broadwayské inscenaci Pohled z mostu získala v roce 2010 cenu Tony. Roku 2014 obdržela čestného Césara.
V superhrdinských filmech série Marvel Cinematic Universe ztvárňuje od roku 2010 postavu Nataši Romanovové / Black Widow – Iron Man 2 (2010), Avengers (2012), Captain America: Návrat prvního Avengera (2014), Avengers: Age of Ultron (2015), Captain America: Občanská válka (2016), Thor: Ragnarok (2017), Avengers: Infinity War (2018), Captain Marvel (2019), Avengers: Endgame (2019) a Black Widow (2021).
Vydala také dvě hudební alba: Anywhere I Lay My Head (2008) a Break Up (2009), druhé inspirované duetem Serge Gainsbourga s Brigitte Bardotovou.

## Životopis
Scarlett Ingrid Johanssonová se narodila v newyorské čtvrti Manhattan 22. listopadu 1984. Otec Karsten Olaf Johansson je architekt původem z dánské Kodaně. Dědeček z otcovy strany, Ejner Johansson, byl historik umění, scenárista a filmový režisér a jeho otec pocházel ze Švédska. Newyorská matka Melanie Sloanová, rozená Schlambergová, pracovala jako producentka a pochází z židovské aškenázské rodiny původem z Polska a Ruska. Sama herečka se označila za Židovku. Má starší sourozence, herečku Vanessu a bratra Adriana, rovněž jako dvojče Huntera. Poloviční bratr Christian je z prvního manželství jejího otce. Má americké i dánské občanství.
V roce 2002 odmaturovala na Professional Children's School na Manhattanu.

## Filmová kariéra

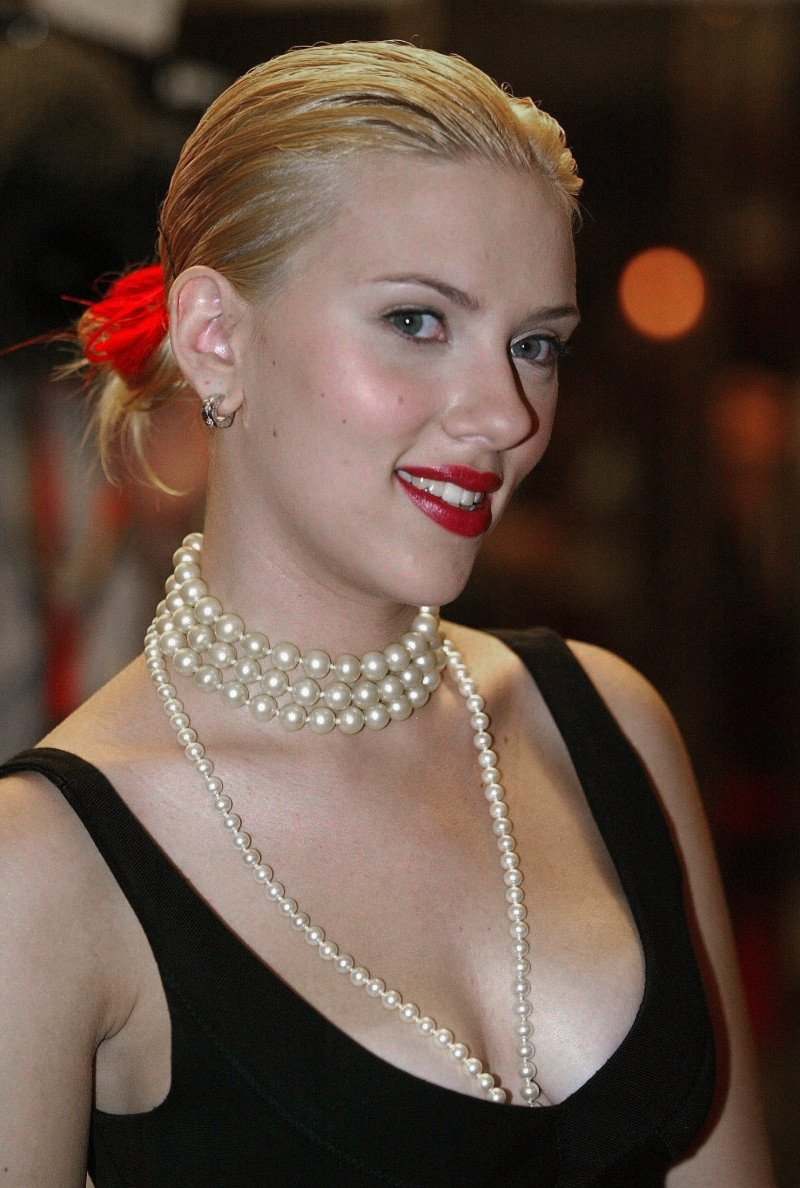
Na premiéře Dívky s perlou během Torontského festivalu 2003

### Začátky
S herectvím začala v průběhu dětství, když ji matka producentka začala brát na konkurzy. V devíti letech debutovala ve filmu Všude dobře, doma nejlíp. Následovaly role ve snímcích Vražedné alibi (1995), Ztraceni na Manhattanu (1996) a Manny & Lo (1996). Za roli Amandy ve filmu Manny & Lo byla nominována na Independent Spirit Award v kategorii Nejlepší herečka v hlavní roli. V roce 1997 si zahrála ve filmech Milostné vzplanutí a Sám doma 3. Průlom v její kariéře nastal v roce 1998 účinkováním ve snímku Zaříkávač koní režiséra Roberta Redforda. V roce 1999 se objevila ve filmu Můj brácha čuník a o tři roky později ve snímku Muž, který nebyl.

### 2003–2005
V roce 2003 přestala hrát teenagerovské role a objevila se po boku Billa Murrayho ve filmu Ztraceno v překladu. Za svůj výkon získala cenu BAFTA a nominaci na Zlatý glóbus. V 18 letech si zahrála Griet ve filmu Dívka s perlou, za což byla nominována na Zlatý glóbus v kategorii Nejlepší herečka v dramatickém filmu a na cenu BAFTA v kategorii Nejlepší herečka v hlavní roli. V roce 2004 propůjčila svůj hlas postavě v animovaném snímku Spongebob v kalhotách: Film a za výkon v roli ve filmu Píseň lásky samotářky získala svoji třetí nominaci na Zlatý glóbus.

### 2005–současnost

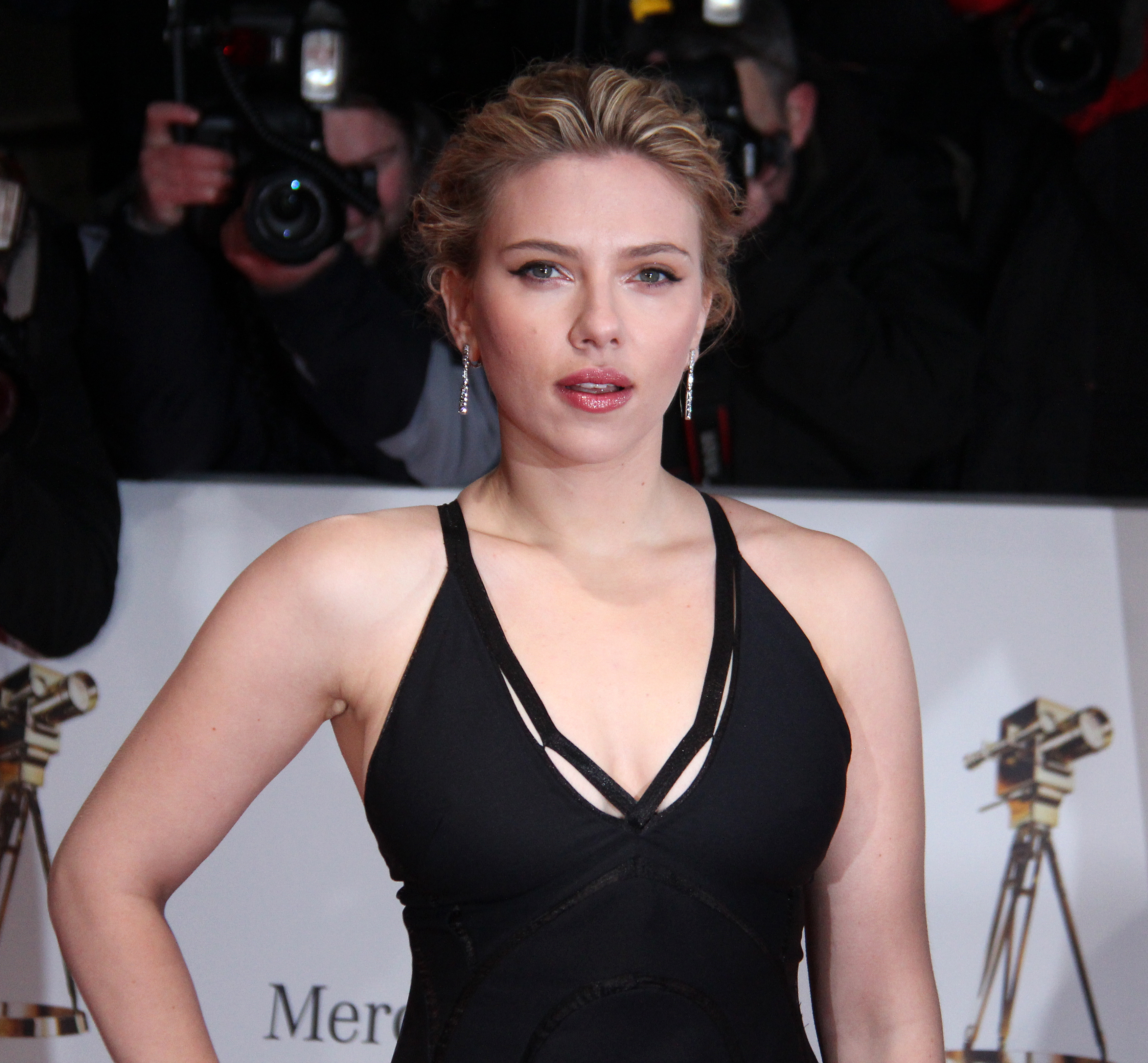
Scarlett Johanssonová v roce 2012

V červenci 2005 si zahrála po boku Ewana McGregora ve sci-fi filmu Ostrov a po boku Jonathana Rhys Meyerse ve filmu Match Point – Hra osudu. Za roli ve Hře osudu získala další nominaci na Zlatý glóbus. V roce 2007 se představila s Laurou Linneyovou ve filmu Holka na hlídání.
V roce 2008 se objevila ve snímku Králova přízeň, který získal smíšené reakce kritiky, a také ve filmu Vicky Cristina Barcelona, který byl natočen ve Španělsku a kde hráli i Javier Bardem a Penélope Cruz. V roli Anny se následujícího roku objevila ve filmu Až tak moc tě nežere, postavu Kelly si další rok zahrála ve snímku Koupili jsme ZOO. V roce 2010 se filmu Iron Man 2 poprvé představila v roli Nataši Romanovové, kterou si zopakovala roku 2012 ve snímku Avengers. Na začátku roku 2012 byla obsazena do životopisného filmu Hitchcock.
Dne 2. května 2012 získala hvězdu na Hollywoodském chodníku slávy. V roce 2012 si také zahrála v režisérském debutu Josepha Gordon-Levitta Don Jon, který měl premiéru na filmovém festivalu Sundance. V dalších letech se znovu představila jako Nataša Romanovová, tentokrát ve snímcích Captain America: Návrat prvního Avengera (2014), Avengers: Age of Ultron (2015), Captain America: Občanská válka (2016), Thor: Ragnarok (2017), Avengers: Infinity War (2018), Captain Marvel (2019), Avengers: Endgame (2019) a Black Widow (2021).
V roce 2014 byla oceněna čestným Césarem.
V květnu 2024 obvinila společnost OpenAI z toho, že jazykový model ChatGPT měl napodobovat její hlas.

### Divadlo

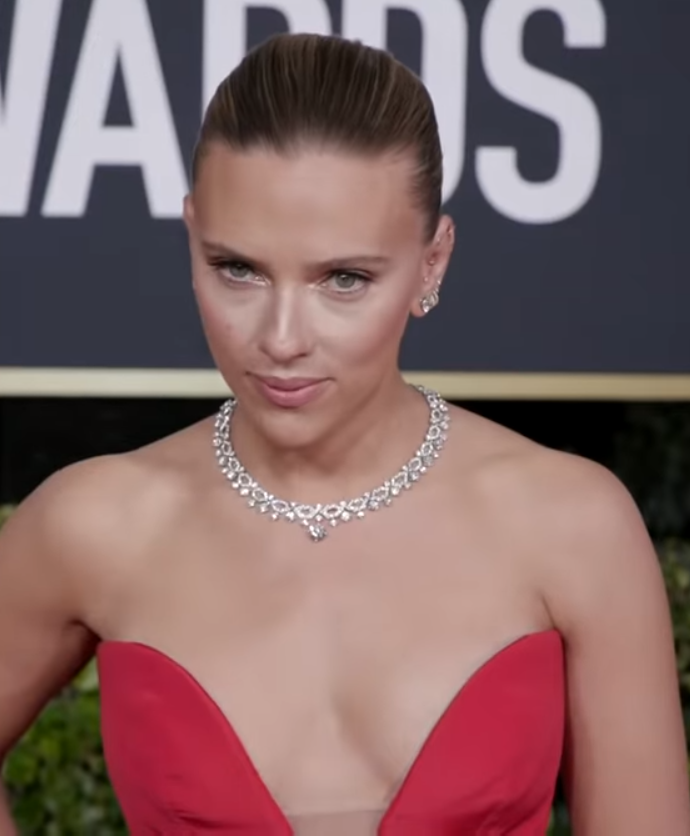
Na udílení Zlatých glóbů 2019

V divadle si poprvé zahrála ve věku osmi let ve hře Sophistry po boku Ethana Hawkea. Svůj broadwayský debut zažila v roli Catherine Carbone v dramatu Pohled z mostu od Arthura Millera, přičemž za tuto roli získala cenu Tony. Na začátku roku 2013 se objevila v broadwayské inscenaci Kočka na rozpálené plechové střeše.

## Hudební kariéra
V roce 2006 měla hrát Marii v londýnské inscenaci muzikálu The Sound of Music, roli nakonec získala Connie Fisher. V květnu 2006 vydala svůj první singl „Summertime“. Ten byl v květnu 2008 následován debutovým albem Anywhere I Lay My Head, které bylo časopisem NME označeno jako 23. nejlepší album roku 2008. O rok později vydala album Break Up, na kterém spolupracovala s Petem Yornem.
V únoru 2015 vytvořila dívčí skupinu The Singles, jejíž první vydaný singl byl pojmenován „Candy“.

## Osobní život
V roce 2007 se sblížila s kanadským hercem Ryanem Reynoldsem, za kterého se v září 2008 provdala. V prosinci 2010 se pár rozešel a v červenci 2011 rozvedl. Po rozchodu udržovala krátký poměr s hercem Seanem Pennem.
V listopadu 2012 navázala vztah s vlastníkem reklamní agentury Romaniem Dauriacem. V září 2014 se jim narodila dcera Rose Dorothy a v říjnu téhož roku měl pár ve Philipsburgu v Montaně svatbu. V roce 2016 se manželé odloučili a v září 2017 rozvedli.
V prosinci 2017 se jejím partnerem stal Colin Jost, komik a autor působící v televizním pořadu Saturday Night Live. V květnu 2019 se zasnoubili a v říjnu 2020 měli svatbu. V srpnu 2021 se jim narodil syn Cosmo.

## Filmografie
| Rok  | Název                                    | Role                                 | Poznámky |
| ---- | ---------------------------------------- | ------------------------------------ | --- |
| 1994 | Všude dobře, doma nejlíp                 | Laura Nelson                         | |
| 1995 | Vražedné alibi                           | Kate Armstrong                       | |
| 1996 | Ztraceni na Manhattanu                   | Emily                                | |
| 1996 | Manny & Lo                               | Amanda                               | nominace – Independent Spirit Award v kategorii Nejlepší herečka v hlavní roli |
| 1997 | Milostné vzplanutí                       | malá dívka                           | |
| 1997 | Sám doma 3                               | Molly Pruitt                         | |
| 1998 | Zaříkávač koní                           | Grace MacLean                        | YoungStar Award v kategorii Nejlepší mladá herečka v dramatickém filmu nominace – Young Artist Award v kategorii Nejlepší mladá herečka ve filmu |
| 1999 | Můj brácha čuník                         | Kathy Caldwell                       | |
| 2001 | Muž, který nebyl                         | Rachael „Birdy“ Abundas              | |
| 2001 | Přízračný svět                           | Rebecca                              | |
| 2001 | Americká rapsodie                        | Zsuzsi/Suzanne Sandor (15letá)       | Young Artist Award v kategorii Nejlepší mladá herečka ve filmu Young Artist Award v kategorii Nejlepší obsazení ve filmu |
| 2002 | Pavoučí teror                            | Ashley Parker                        | |
| 2003 | Ztraceno v překladu                      | Charlotte                            | BAFTA Award v kategorii Nejlepší herečka v hlavní roli nominace – MTV Movie Award v kategorii Průlomové vystoupení nominace – Satellite Award v kategorii Nejlepší herečka ve vedlejší roli v muzikálu nebo komedii nominace – Teen Choice Award v kategorii Průlomová herečka nominace – Zlatý glóbus v kategorii Nejlepší herečka v muzikálu nebo komedii |
| 2003 | Dívka s perlou                           | Griet                                | nominace – BAFTA Award v kategorii Nejlepší herečka v hlavní roli nominace – British Independent Film Award v kategorii Nejlepší herečka nominace – Zlatý glóbus v kategorii Nejlepší herečka v dramatickém filmu |
| 2004 | Perfektní skóre                          | Francesca Curtis                     | |
| 2004 | Píseň lásky samotářky                    | Pursy Will                           | nominace – Zlatý glóbus v kategorii Nejlepší herečka v dramatickém filmu |
| 2004 | Vějíř lady Windermerové                  | Meg Windermere                       | |
| 2004 | Spongebob v kalhotách: Film              | Mindy (dabing)                       | |
| 2004 | V dobré společnosti                      | Alex Foreman                         | nominace – Teen Choice Award v kategorii Nejlepší herečka v dramatickém filmu |
| 2005 | Match Point – Hra osudu                  | Nola Rice                            | nominace – Zlatý glóbus v kategorii Nejlepší herečka ve vedlejší roli |
| 2005 | Ostrov                                   | Jordan Two Delta/Sarah Jordan        | |
| 2006 | Sólokapr                                 | Sondra Pransky                       | |
| 2006 | Černá Dahlia                             | Katherine „Kay“ Lake                 | |
| 2006 | Dokonalý trik                            | Olivia Wenscombe                     | nominace – Teen Choice Award v kategorii Nejlepší herečka v dramatickém filmu |
| 2007 | Holka na hlídání                         | Annie Braddock                       | |
| 2008 | Králova přízeň                           | Marie Boleynová                      | nominace – Teen Choice Award v kategorii Nejlepší herečka v dramatickém filmu |
| 2008 | Vicky Cristina Barcelona                 | Cristina                             | Gotham Independent Film Award v kategorii Nejlepší obsazení |
| 2008 | Spirit                                   | Silken Floss                         | |
| 2009 | Až tak moc tě nežere                     | Anna Marks                           | |
| 2010 | Iron Man 2                               | Nataša Romanovová / Black Widow      | nominace – Cena Saturn v kategorii nejlepší ženský herecký výkon ve vedlejší roli nominace – Teen Choice Award v kategorii Nejlepší herečka ve sci-fi/fantasy filmu |
| 2011 | Koupili jsme ZOO                         | Kelly Foster                         | nominace – Teen Choice Award v kategorii Nejlepší herečka v dramatickém filmu |
| 2012 | Avengers                                 | Nataša Romanovová / Black Widow      | nominace – People's Choice Award v kategoriích Nejlepší filmová herečka, Face of Heroism a Chemie na plátně nominace – Teen Choice Award v kategoriích Nejlepší herečka ve sci-fi/fantasy filmu a Letní filmová hvězda – herečka |
| 2012 | Hitchcock                                | Janet Leighová                       | |
| 2013 | Don Jon                                  | Barbara Sugarman                     | nominace – Gotham Independent Film Award v kategorii Nejlepší herečka nominace – People's Choice Award v kategorii Nejlepší filmová herečka a Nejlepší komediální herečka |
| 2013 | Pod kůží                                 | Laura                                | nominace – BIFA Award v kategorii Nejlepší herečka v britském nezávislém filmu nominace – Gotham Independent Film Award v kategorii Nejlepší herečka |
| 2013 | Ona                                      | Samantha (hlas)                      | Rome Film Festival Award v kategorii Nejlepší herečka Cena Saturn v kategorii Nejlepší ženský herecký výkon ve vedlejší roli nominace – American Comedy Award v kategorii Nejlepší herečka ve vedlejší roli ve filmu |
| 2014 | Captain America: Návrat prvního Avengera | Nataša Romanovová / Black Widow      | nominace – Cena Saturn v kategorii nejlepší ženský herecký výkon ve vedlejší roli nominace – Teen Choice Award v kategorii Nejlepší herečka ve sci-fi/fantasy filmu |
| 2014 | Šéf                                      | Molly                                | |
| 2014 | Lucy                                     | Lucy                                 | nominace – MTV Movie Award v kategorii Nejlepší herečka |
| 2015 | Avengers: Age of Ultron                  | Nataša Romanovová / Black Widow      | nominace – Teen Choice Awards v kategorii nejlepší filmová herečka (sci-fi/fantasy film) |
| 2016 | Ave, Caesar!                             | DeeAnna Moran                        | |
| 2016 | Kniha džunglí                            | Kaa (dabing)                         | |
| 2016 | Captain America: Občanská válka          | Nataša Romanovová / Black Widow      | nominace – Cena Saturn v kategorii nejlepší ženský herecký výkon ve vedlejší roli nominace – Teen Choice Awards v kategorii nejlepší filmová herečka (sci-fi/fantasy film) a nejlepší filmová chemie |
| 2016 | Zpívej                                   | Ash (dabing)                         | |
| 2017 | Ghost in the Shell                       | major Mira Killian / Motoko Kusanagi | |
| 2017 | Holky na tahu                            | Jessica Thayer                       | |
| 2017 | Thor: Ragnarok                           | Nataša Romanovová / Black Widow      | cameo (archivní záběry) |
| 2018 | Avengers: Infinity War                   | Nataša Romanovová / Black Widow      | People's Choice Awards v kategorii nejlepší filmová hvězda (žena) Teen Choice Awards v kategorii nejlepší filmová herečka (akční film) nominace – Kids' Choice Awards v kategorii nejlepší filmová herečka a nejlepší superhrdina nominace – MTV Movie & TV Awards v kategorii nejlepší souboj |
| 2019 | Captain Marvel                           | Nataša Romanovová / Black Widow      | cameo |
| 2019 | Avengers: Endgame                        | Nataša Romanovová / Black Widow      | Teen Choice Awards v kategorii nejlepší filmová herečka (akční film) nominace – Cena Saturn v kategorii nejlepší ženský herecký výkon ve vedlejší roli nominace – People's Choice Awards v kategorii nejlepší filmová hvězda (žena) |
| 2019 | Manželská historie                       | Nicole                               | Cena Roberta Altmana na Independent Spirit Awards Satellite Awards v kategorii nejlepší ženský herecký výkon v hlavní roli (drama) nominace – Filmová cena Britské akademie v kategorii nejlepší ženský herecký výkon v hlavní roli nominace – Oscar v kategorii nejlepší ženský herecký výkon v hlavní roli nominace – Cena Sdružení filmových a televizních herců v kategorii nejlepší ženský herecký výkon v hlavní roli (film) nominace – Zlatý glóbus v kategorii nejlepší ženský herecký výkon v hlavní roli (drama) |
| 2019 | Králíček Jojo                            | Rosie Betzler                        | nominace – Filmová cena Britské akademie v kategorii nejlepší ženský herecký výkon ve vedlejší roli nominace – Oscar v kategorii nejlepší ženský herecký výkon ve vedlejší roli nominace – Cena Sdružení filmových a televizních herců v kategorii nejlepší ženský herecký výkon ve vedlejší roli (film) a nejlepší obsazení (film) |
| 2021 | Black Widow                              | Nataša Romanovová / Black Widow      | |
| 2021 | Zpívej 2                                 | Ash (dabing)                         | |
| 2023 | Asteroid City                            | Midge Campbell                       | |
| 2024 | Vezmi mě na Měsíc                        | Kelly Jones                          | |
| 2025 | Jurský svět: Znovuzrození                | Zora Bennett                         | |

## Galerie

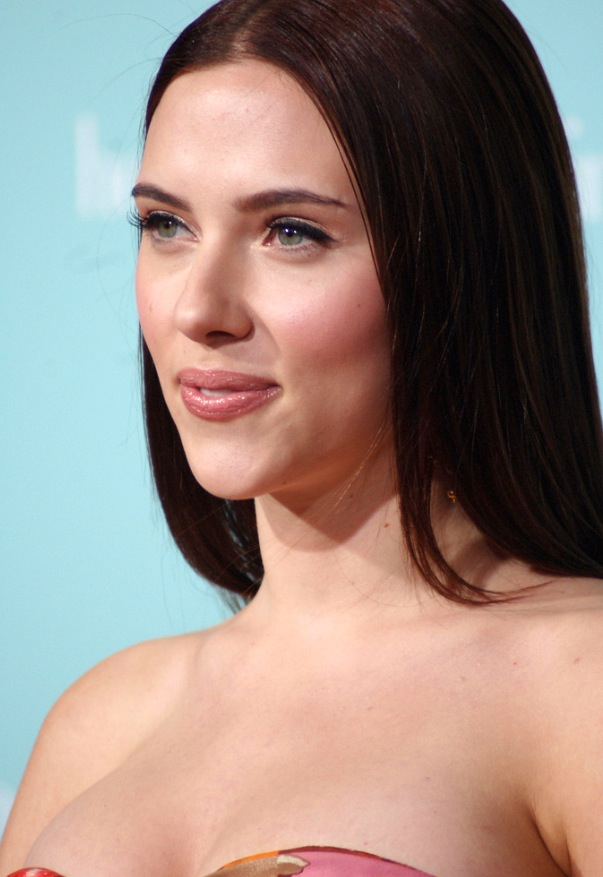
Na premiéře filmu Až tak moc tě nežere, 2009
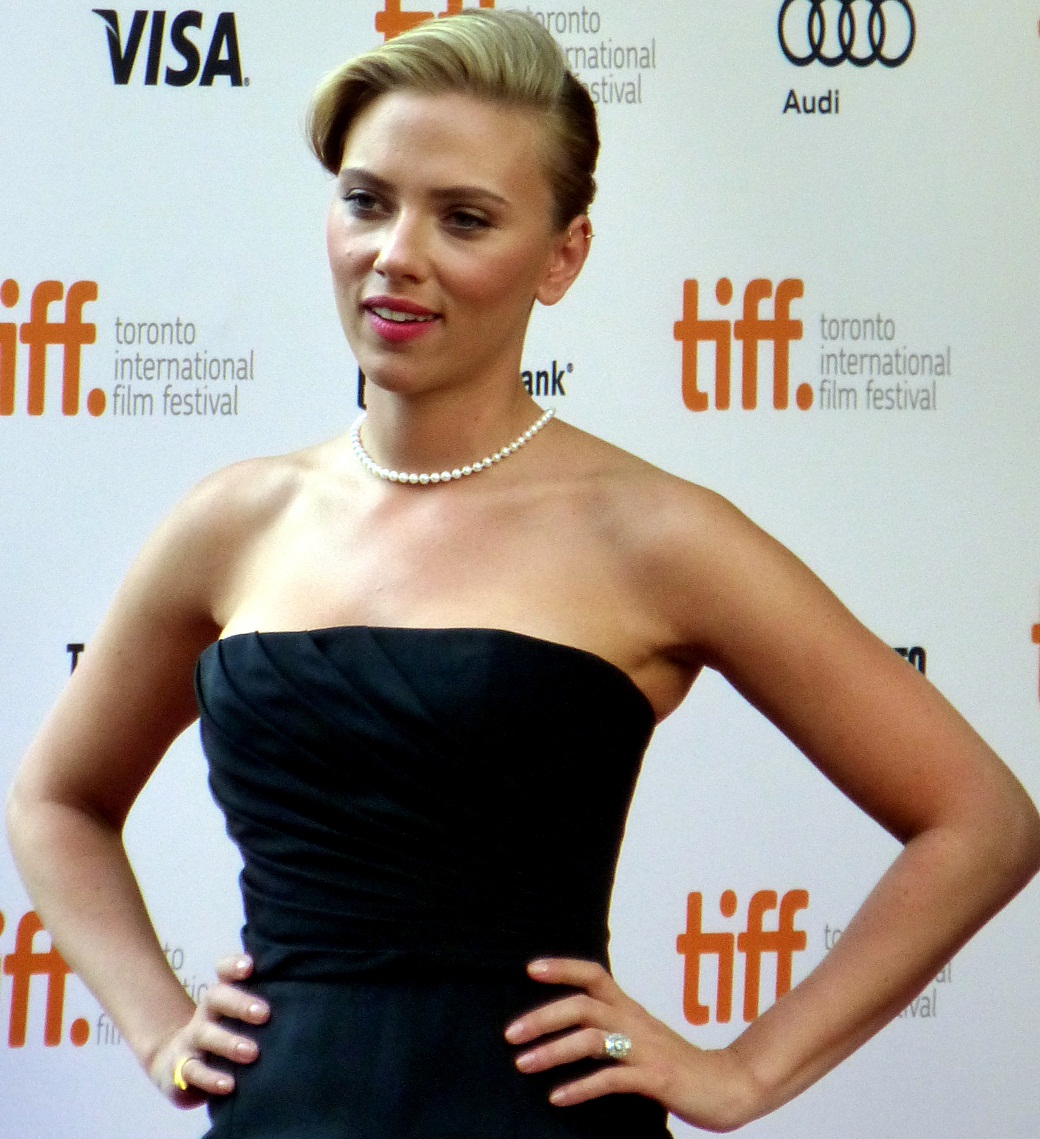
Během Torontského filmového festivalu, 2013
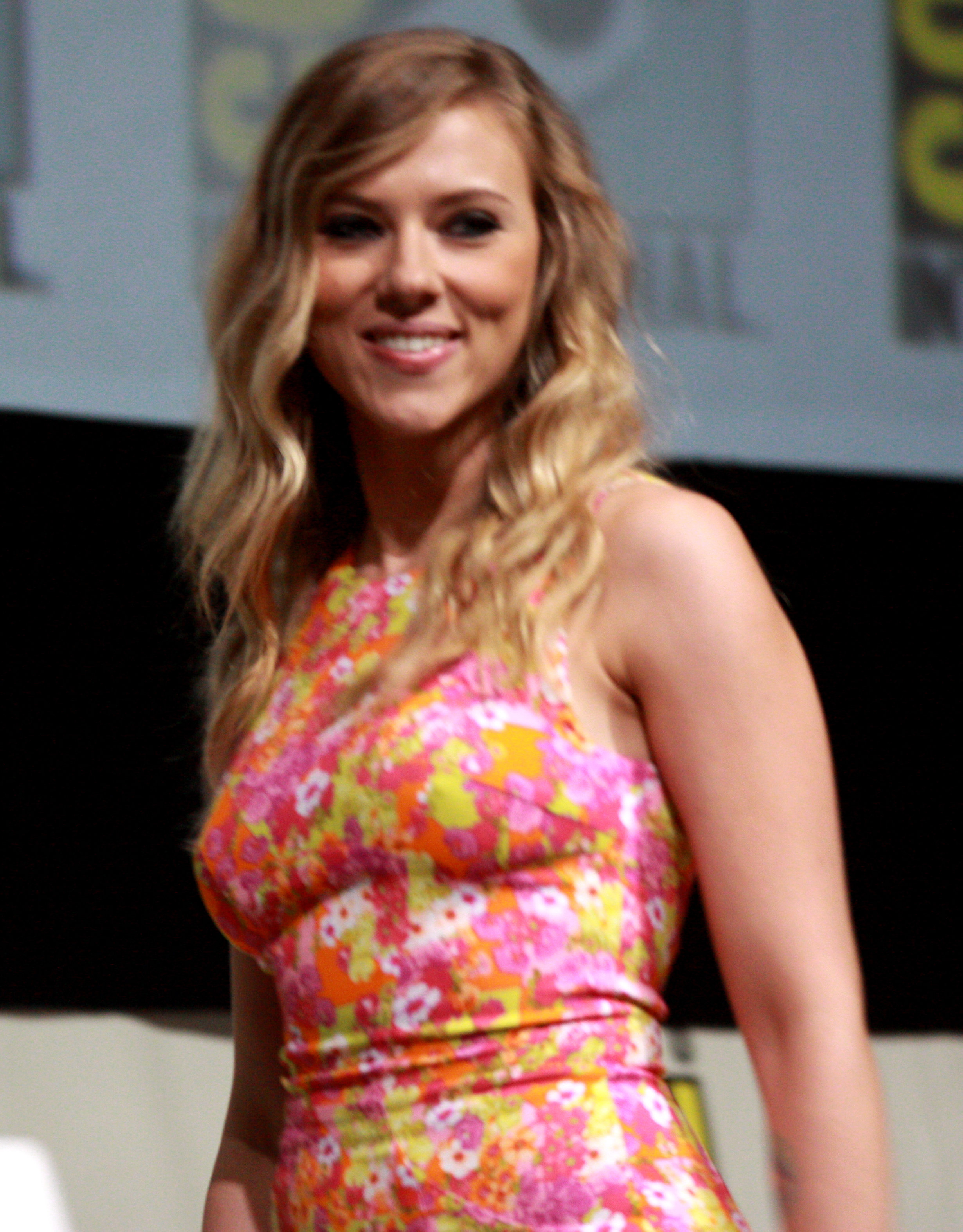
Při setkání na San Diego Comic-Conu, 2013
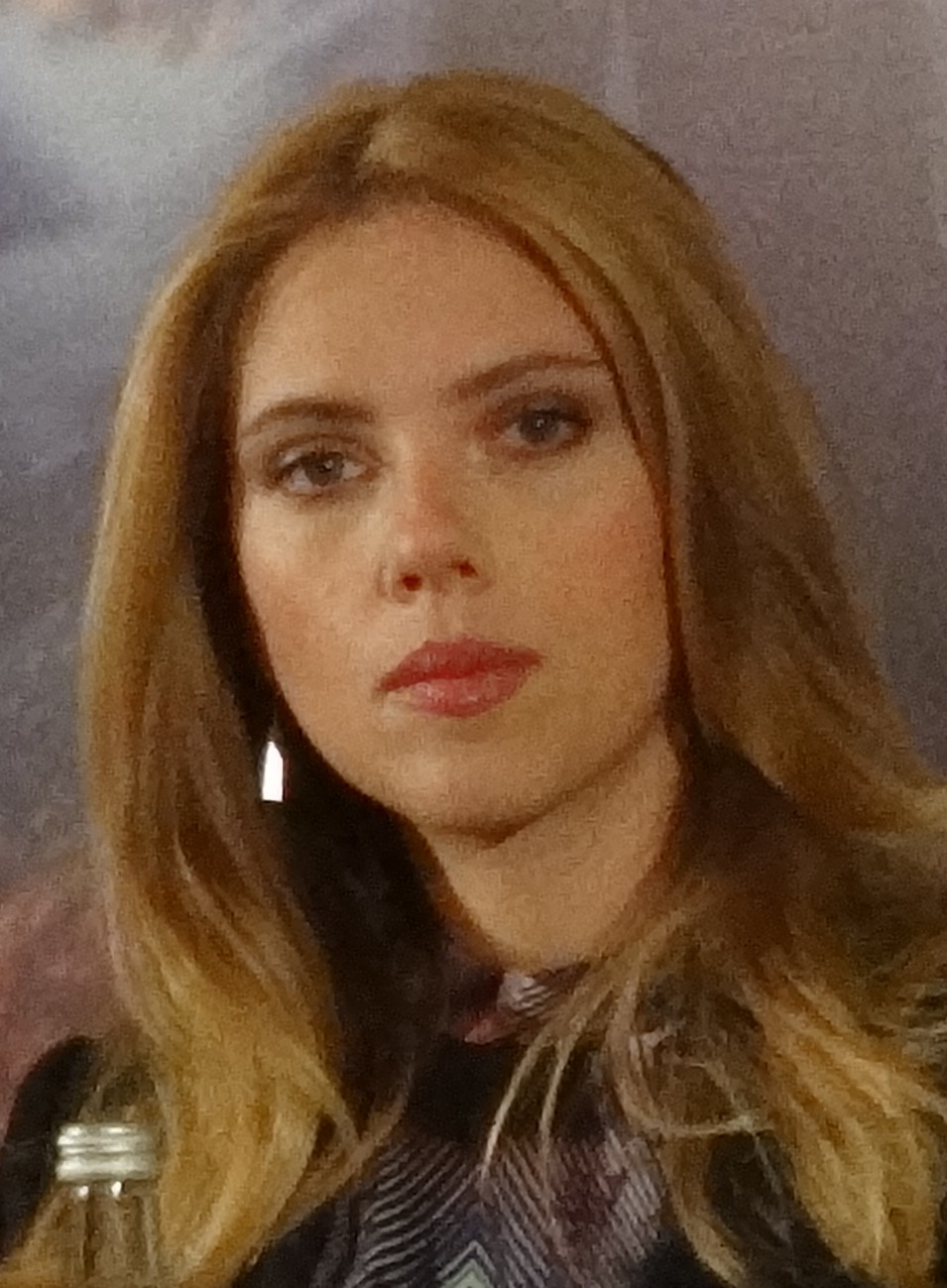
Na tiskové konferenci k filmu Captain America: Návrat prvního Avengera
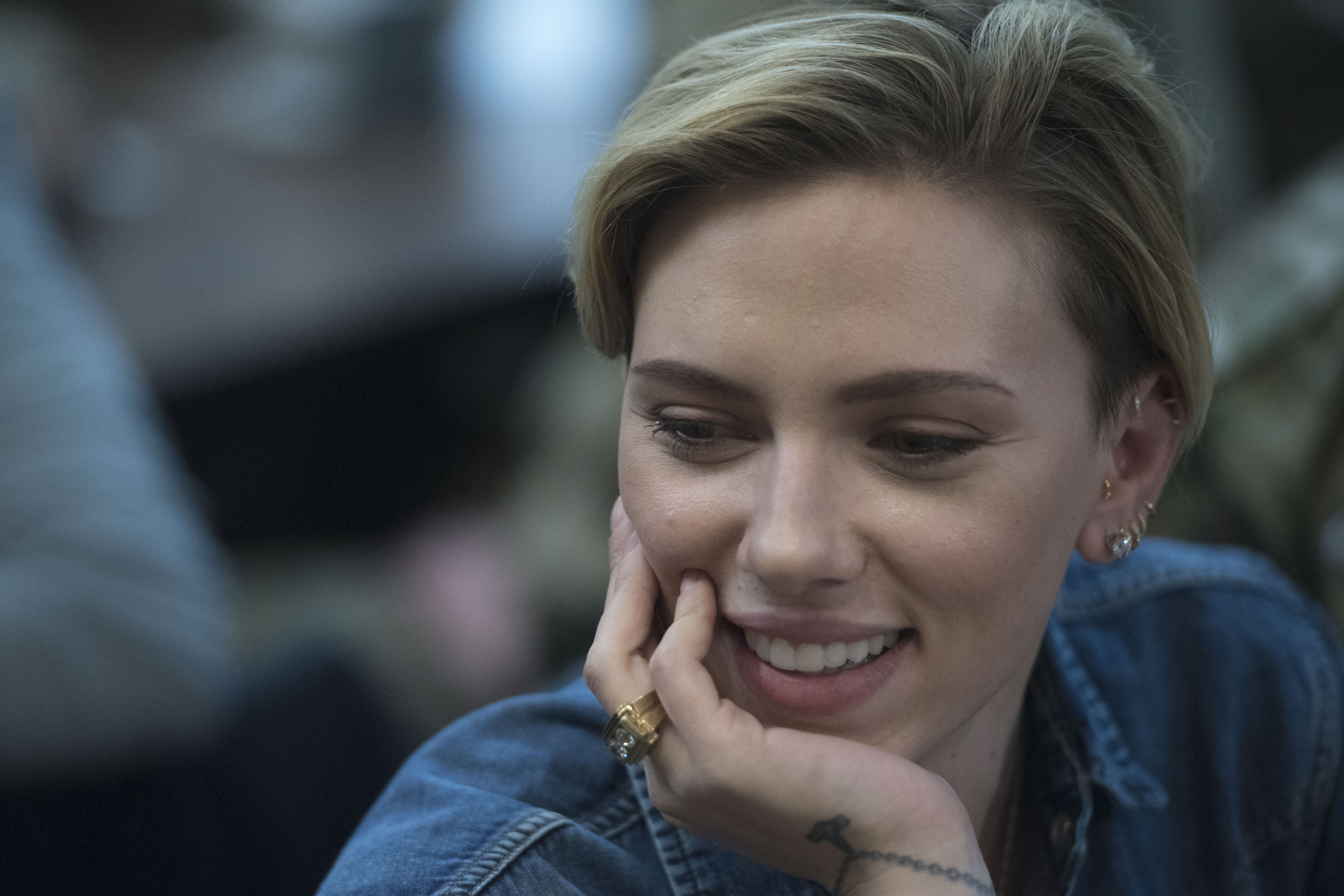
Během setkání s vojáky na předsunuté základně v afghánském Gamberi, 2016